# Ćaba
Ćaba (ili Kaba, ↓o1 arap. الكعبة; kocka) je glavno svetište islama. Izgrađeno je u obliku kocke, dugačke oko 12 m, široke 10,5 m, a visoke oko 15 m. Ona se danas nalazi u sredini velike džamije u Meki. Prema njoj se svi muslimani okreću u molitvi (vrijeme namaza). Sve džamije na svijetu okrenute su u njezinu smjeru. Sveti crni kamen – Hadžar – koji hadžije i posjetitelji s velikim poštovanjem dodiruju nalazi se uzidan u jugoistočnom dijelu zgrade. Za njega smatraju da je "kamen temeljac", "desna ruka Božja na zemlji".  Muslimani prema ovom kamenu iskazuju veliko poštovanje, ljube ga i dodiruju, naročito tokom hadža. Muslimani se ne klanjaju kamenu, te inzistiraju na tome da su molitve ovdje izgovorene upućene Allahu, a ne kamenu. Po islamskom vjerovanju, iznad zemaljske Ćabe nalazi se još 7 nebeskih Ćaba na 7 nebesa i sve one stoje upravo ispod Allahovog prijestolja, koje obilaze meleci, pa i ljudi na isti način obilaze oko ovog kamena.
Kaba ima samo jedna vrata, ali je njen religijski značaj više u vanjštini. Od crnog kamena prostire se dva metra dugi zid, koji se proteže do ulaznih vrata. Vjernici se na njega naslanjaju da bi dobili blagoslov. Ćaba je najčešće pokrivena prekrivačem – kisvom – načinjenim od teškog crnog platna s trakama na kojima su izvezeni ajeti iz Kurana. Oko Ćabe se nalazi granitni pločnik, koji se naziva matif. Nasuprot kutu u koji je ugrađen crni kamen nalazi se zgrada u kojoj je izvor Zemzem, dok se pred sjeveroistočnim dijelom nalazi kamen za koji se tvrdi da predstavlja otisak stopala Ibrahima, koga muslimani smatraju graditeljem Ćabe. Ibrahim sa sinom Ismailom, podigao je temelje i sagradio Ćabu, a za vrijeme proroka Muhameda Ćaba je obnovljena.

## Povijest
Već u predislamsko doba Ćaba je služila kao svetište arapskim plemenima. Štovalo se kao svetište boga Hubala .

## Ostali nazivi
- ↑o1  Kjaba, Kjabe, Ka'bah, Kaaba, Ka'ba